# تپلی (فیلم ۱۳۸۹)
تپلی (فیلم ۱۳۸۹) فیلمی به کارگردانی هوشنگ درویش‌پور و نویسندگی بهنام بروجردی، هوشنگ درویش‌پور ساختهٔ سال ۱۳۸۹ است.

## داستان
تارا دختر ۶ ساله ای که پس از مرگ پدر و مادرش در سانحه رانندگی دچار افسردگی شده و عمویش که سرپرستی وی را بر عهده دارد می‌خواهد با نقشه‌ای او را از بین ببرد که با آمدن خال‌خالی و گاو مهربان، همه نقشه‌های عمو نقش بر آب می‌شود …

## بازیگران
- بهنام قربانی
- چنگیز وثوقی
- فلور نظری
- رامتین «شایان» کوچکی
- مریم طالبی
- مبینا هژبریان
- فرامرز پورمهدی
- رضا حقیقی
- ابوذر جلالی
- آرمین رفیق
- بهروز سیف خانی
- فریده توکلی
- محمدعلی یوسفی
- بیژن درویش‌پور

عروسک گردانان
- بهروز مقدم
- مهیار سماکی
- لیدا قطع زن
- میلاد رنجبر